# Cam Thomas
Cameron Bouchea "Cam" Thomas (Yokosuka, Prefectura de Kanagawa; 13 de octubre de 2001) es un jugador de baloncesto estadounidense que pertenece a la plantilla de los Brooklyn Nets de la NBA. Con 1,91 metros de estatura, juega en la posición de escolta.

## Trayectoria deportiva

### Universidad

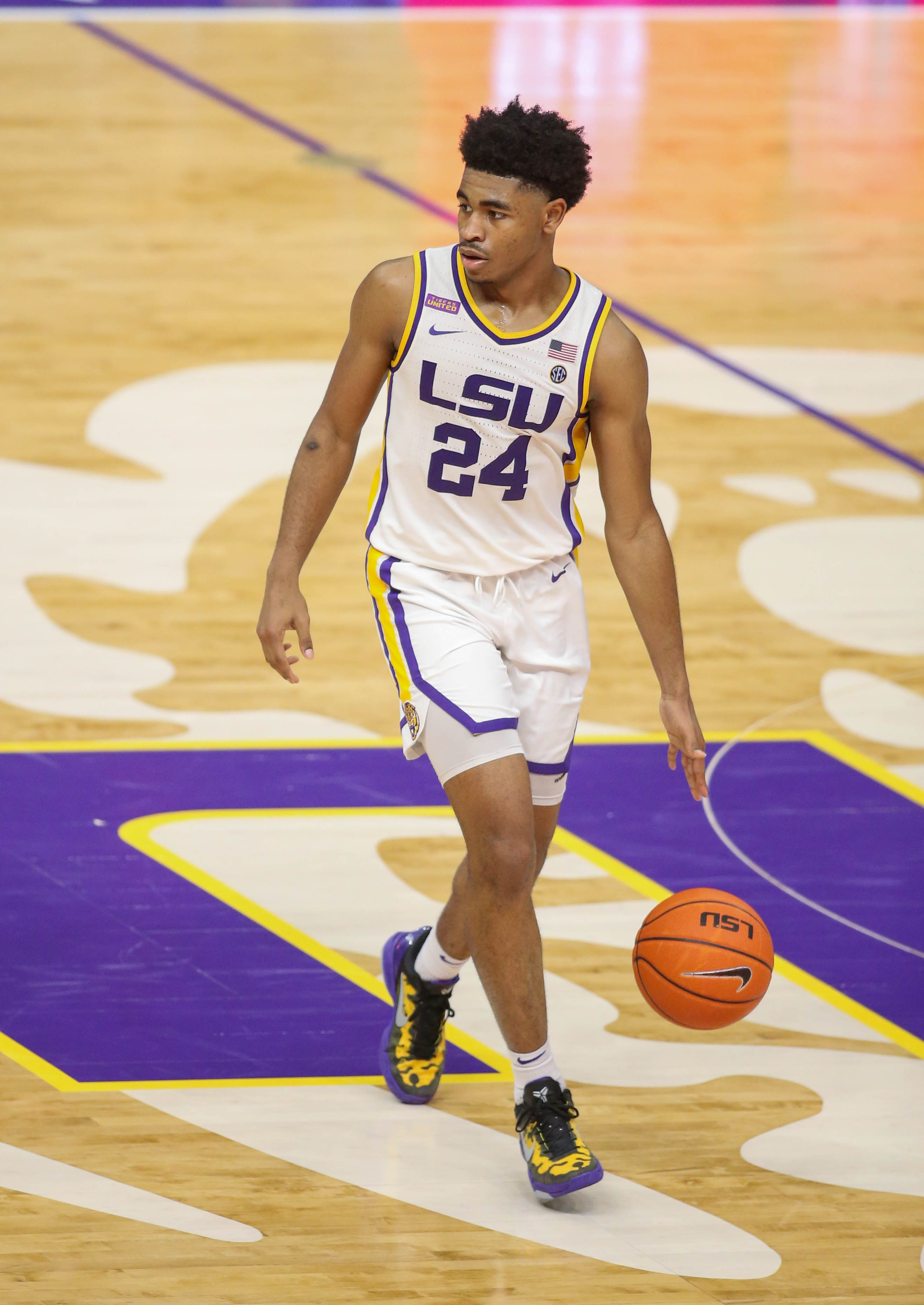
Cameron Thomas con LSU en 2020.

Jugó una temporada con los Tigers de la Universidad Estatal de Luisiana, en la que promedió 23,0 puntos, 3,4 rebotes y 1,4 asistencias por partido. Al término de la temporada fue incluido en el mejor quinteto de la Southeastern Conference además de en el mejor quinteto de novatos.
El 15 de abril de 2021, Thomas se declaró elegible para el draft de la NBA, renunciando a su elegibilidad universitaria restante.

#### Estadísticas
| Año     | Equipo | PJ | PT | MPP  | %TC  | %3P  | %TL  | RPP | APP | ROB | TPP | PPP  |
| ------- | ------ | -- | -- | ---- | ---- | ---- | ---- | --- | --- | --- | --- | ---- |
| 2020–21 | LSU    | 29 | 29 | 34.0 | .406 | .325 | .882 | 3.4 | 1.4 | .9  | .2  | 23.0 |

### Profesional
Fue elegido en la vigésimo séptima posición del Draft de la NBA de 2021 por los Brooklyn Nets, equipo con el que firmó contrato el 3 de agosto. Disputó en el mes de agosto la NBA Summer League, donde fue elegido MVP de la competición junto a Davion Mitchell, siendo además el mejor anotador del campeonato, promediando 27 puntos por partido.
En noviembre de 2021 estuvo asignado brevemente al equipo filial de la G League, los Long Island Nets, donde llegó a anotar 46 puntos ante los Raptors 905. El 4 de febrero de 2022, ante Utah Jazz, anota 30 puntos.
Durante su segunda temporada con los Nets, el 10 de diciembre de 2022 ante Indiana Pacers anota 33 puntos. El 4 de febrero de 2023 anota 44 puntos ante Washington Wizards, siendo el tercer jugador más joven que consigue anotar más de 40 puntos saliendo desde el banquillo. El 6 de febrero, ante Los Angeles Clippers, consigue su récord personal con 47 puntos. El 7 de febrero logró su tercer partido consecutivo anotando más de 40 puntos, con 43 ante Phoenix Suns, convirtiéndose en el segundo jugador más joven en la historia de la NBA en lograrlo tras LeBron James. El 9 de abril, en el último encuentro de temporada regular ante Philadelphia 76ers, anota 46 puntos.
Al comienzo de su tercera en Brooklyn, el 6 de noviembre de 2023, anota 45 puntos ante Milwaukee Bucks. El 16 de diciembre anota 41 puntos ante Golden State Warriors. El 3 de febrero de 2024 anotó 40 puntos ante Philadelphia 76ers. El 12 de abril consigue 41 puntos ante New York Knicks.
Durante su cuarto año con los Nets, el 15 de noviembre de 2024 ante New York Knicks, anota 43 puntos.

## Estadísticas de su carrera en la NBA

### Temporada regular
| Año     | Equipo   | PJ  | PT | MPP  | %TC  | %3P  | %TL  | RPP | APP | ROB | TPP | PPP  |
| ------- | -------- | --- | -- | ---- | ---- | ---- | ---- | --- | --- | --- | --- | ---- |
| 2021-22 | Brooklyn | 67  | 2  | 17.6 | .433 | .270 | .829 | 2.4 | 1.2 | .5  | .1  | 8.5  |
| 2022-23 | Brooklyn | 57  | 4  | 16.6 | .441 | .383 | .868 | 1.7 | 1.4 | .4  | .1  | 10.6 |
| 2023-24 | Brooklyn | 66  | 51 | 31.4 | .442 | .364 | .856 | 3.2 | 2.9 | .7  | .2  | 22.5 |
| 2024-25 | Brooklyn | 25  | 23 | 31.2 | .438 | .349 | .881 | 3.3 | 3.8 | .6  | .1  | 24.0 |
| Total   | Total    | 215 | 80 | 23.2 | .439 | .345 | .860 | 2.6 | 2.1 | .5  | .2  | 15.1 |

### Playoffs
| Año   | Equipo   | PJ | PT | MPP | %TC  | %3P  | %TL | RPP | APP | ROB | TPP | PPP |
| ----- | -------- | -- | -- | --- | ---- | ---- | --- | --- | --- | --- | --- | --- |
| 2022  | Brooklyn | 1  | 0  | .4  | —    | —    | —   | .0  | .0  | .0  | .0  | .0  |
| 2023  | Brooklyn | 2  | 0  | 7.8 | .429 | .000 | —   | .5  | .5  | .0  | .0  | 3.0 |
| Total | Total    | 3  | 0  | 5.3 | .429 | .000 | —   | .3  | .3  | .0  | .0  | 2.0 |

## Vida personal
Cam nació en la ciudad costera de Yokosuka, en la Prefectura de Kanagawa (Japón), debido a que su madre, Leslie Thomas, militar estadounidense, estaba destinada en una base militar en aquel país. Leslie es madre soltera, y tiene otra hija llamada Shaniece Collins.
Cuando Cam tenía siete años ganó un concurso al anotar 33 tiros libres consecutivos.